# 长济高速公路
长垣－济源高速公路（简称长济高速），在河南省高速路网中编号为S28，是一条连接河南省新乡长垣市和济源市的高速公路，全长约275公里，均已通车，途经新乡、焦作、济源三省辖市。
2019年，长济高速全段划入中国国家高速公路网，编号由S28变更为G3511，成为菏宝高速公路的一段。